# Charleston (Maine)
Charleston – miasto w Stanach Zjednoczonych, w stanie Maine, w hrabstwie Penobscot.